# Báb (Eslovàquia)
|  | Per a altres significats, vegeu «Bab». |

Báb és un poble i municipi d'Eslovàquia que es troba a la regió de Nitra, al sud-oest del país. Està situat al centre-oest de la regió, a la vall del riu Nitra (conca hidrogràfica del Danubi) i prop de la frontera amb la regió de Trnava.

## Història
El poble es va crear l'any 1955 a partir de la fusió de dos pobles antigament independents, Malý Báb i Velký Báb. Veľký Báb va ser esmentat per primera vegada a la registres històrics el 1156 i Malý Báb el 1365.

## Geografia
El poble es troba a una altitud de 163 metres i ocupa una àrea de 20.091 km². Es troba a uns 16 km a l'oest de Nitra.

## Demografia
La població total del municipi l'any 2021 era de 1.215 persones, amb una densitat de població de 59,98 km
| Godina             | 1994 | 2004   | 2014    | 2024    |
| ------------------ | ---- | ------ | ------- | ------- |
| Nombre de persones | 970  | 960    | 1093    | 1238    |
| Diferència         |      | −1,03% | +13,85% | +13,26% |

| Godina             | 2023 | 2024   |
| ------------------ | ---- | ------ |
| Nombre de persones | 1243 | 1238   |
| Diferència         |      | −0,40% |